# Sebők Zoltán
Sebők Zoltán (Szabadka, 1958. április 18. –) esszéista, egyetemi tanár.

## Életpályája
Szülei: Sebők András és Ladányi Margit. Általános iskolai tanulmányait Kanizsán, a középiskolát Zentán járta ki. 1976-tól rendszeresen publikál. 1976-ban kezdte tanulmányait az Újvidéki Egyetem Bölcsészettudományi Karának magyar szakán. 1977-1981 között a Belgrádi Bölcsészettudományi Egyetem filozófia szakos hallgatója volt. 
1978-1983 között, valamint 1990-1991 között az Új Symposion tagja. 1986-1989 között a párizsi Magyar Műhely szerkesztőbizottsági tagja. 1987-1991 között az Újvidéki Rádió magyar nyelvű szerkesztőségének munkatársa. 
1991-ben Magyarországra emigrált. 1991-1993 között a Budapesti Galéria kiállításrendezője. 1993-ban a Szabad Európa Rádió szerkesztőjeként dolgozott. 1993-1994 között a Balkon művészeti szerkesztője. 1997-1999 között a Magyar Képzőművészeti Főiskola óraadó tanára, 1999-2009 között a művészetelmélet tanszéken oktatott. 1999-ben a Nappali ház szerkesztője. 2000-2001 között a Novacom kortárs művészeti díj kuratóriumának elnöke. 2001-2005 között a budapesti Ludwig Múzeum filmklubjának házigazdája. 2005-2007 között a Művilág című rádiós magazinműsor szakmai szerkesztője. 2010-től a Moholy-Nagy Művészeti Egyetem oktatója.
Kezdetben vajdasági magyar nyelvű lapokban, majd magyarországi kiadványokban és különféle jugoszláv folyóiratokban jelentek meg művei. Műfaja az esszé és a rövid jegyzet. Témaköre a képzőművészet, a filozófia, a mitológia.

## Művei
- Médiumok és művészetek; Forum, Újvidék, 1982 (Gemma könyvek)
- Bíró Miklós (monográfia, Szlavko Matkovittyal, 1984)
- Az új művészet fogalomtára 1945-től napjainkig (1987, 1996)
- Mítosz és művészet között (1988)
- Életjátékok; Kortárs, Bp., 1994 (Korszak)
- Művilág; Kijárat, Bp., 1996 (Teve könyvek)
- Élősködő kultúra; Kalligram, Pozsony, 2003
- A mémek titokzatos élete. Németh Gábor és Sebők Zoltán beszélgetése; Kalligram, Pozsony, 2004
- Parazitszka kultura (Élősködő kultúra); szerbre ford. Vickó Árpád; Stylos, Novi Sad, 2006

## Műfordításai
- Vilém Flusser: Az ágy (1996)
- Boris Groys: Az utópia természetrajza (1997)
- Beszélgetések Emil M. Ciorannal (Jósvai Lídiával, 1998)

## Díjai
- Sinkó Ervin-díj (1981)
- Fondation pour une Entraide Intellectuelle Européenne (Párizs) (1982, 1988)
- Móricz Zsigmond-ösztöndíj (1991)
- Kállai Ernő-ösztöndíj (1991–1994)
- Sziveri János-díj (1995)
- Eötvös-ösztöndíj (Berlin) (2000)
- Németh Lajos-díj (2007)